# Albert Rosenkranz
Albert Eduard Rosenkranz (* 2. März 1876 in Hasten; † 31. Juli 1975 in Düsseldorf-Kaiserswerth) war ein deutscher evangelischer Pfarrer, Theologe und Archivar. 

## Leben und Bedeutung
Rosenkranz war das zweitälteste von sieben Kindern von Albert Rosenkranz d. Ä. (1842–1906), der zur Zeit der Geburt Lehrer und später für viele Jahre Rektor der Schule in Hasten war. Nach dem Abitur am Barmer Gymnasium 1894 studierte er in Bonn, Berlin und Straßburg Evangelische Theologie und Geschichtswissenschaft und legte 1897 das Erste Theologische Examen, 1899 das Staatsexamen für den höheren Schuldienst ab. 1901 entschied er sich jedoch für den Dienst im Pfarramt, legte sein Zweites Theologisches Examen ab und erwarb in Bonn aufgrund der Arbeit Wiclifs ethisch-soziale Anschauung den Grad eines Dr. lic. theol. Nach einer einjährigen Tätigkeit als Synodalvikar in Trier übernahm er 1903 ein Pfarramt in Voerde (Niederrhein) und wechselte 1908 in die deutschsprachige Gemeinde in Liverpool. 1915 musste er wegen des Ersten Weltkriegs nach Deutschland zurückkehren. Von 1917 bis 1919 war er in Nilvingen (Lothringen) tätig, bis er nach Liverpool zurückkehren konnte. Von 1921 bis 1938 war er Pfarrer in Bad Kreuznach. Dann übernahm er die Leitung des Archivs der Rheinischen Provinzialkirche in Bonn (ab 1948: Archiv der Evangelischen Kirche im Rheinland). Er bereitete den Umzug des Archivs nach Düsseldorf vor und ging 1951 in den Ruhestand. Bis 1957 lebte er mit seiner Ehefrau Maria Elisabeth geb. Schumm (* 1881) in Geldern, anschließend in einem Altersheim in Düsseldorf-Kaiserswerth.
Rosenkranz war Mitherausgeber der Monatshefte für Rheinische Kirchengeschichte und Herausgeber oder Autor zahlreicher Publikationen zur rheinischen Kirchengeschichte. 1954 wurde er von der Evangelisch-Theologischen Fakultät der Universität Bonn mit der Ehrendoktorwürde ausgezeichnet.

## Schriften (Auswahl)
- Geschichte der deutschen evangelischen Kirche zu Liverpool. Stuttgart 1921; Presseverband der Evangelischen Kirche im Rheinland, Düsseldorf 1965.
- Der Bundschuh. Die Erhebungen des südwestdeutschen Bauernstandes in den Jahren 1493–1517. C. Winter, Heidelberg 1927. Digitalisat der BLB Karlsruhe
- Geschichte der evangelischen Gemeinde Kreuznach. Kreuznach 1951
- Das evangelische Rheinland. Zwei Bände. Presseverband der Evangelischen Kirche im Rheinland, Düsseldorf 1956–1958
- Abriss einer Geschichte der Evangelischen Kirche im Rheinland. Presseverband der Evangelischen Kirche im Rheinland, Düsseldorf 1960
  - Kurze Geschichte der Evangelischen Kirche im Rheinland bis Neunzehnhundertfünfundvierzig. 2., überarb. Auflage. Neukirchener Verlag, Neukirchen-Vluyn 1975.

Als Herausgeber
- Die reformierten Bergischen Synoden während des jülich-klevischen Erbfolgestreites. Drei Bände. Presseverband der Evangelischen Kirche im Rheinland, Düsseldorf 1963–1967.
- Generalsynodalbuch. Teil 1: Die Akten der Generalsynoden von 1610–1755. Presseverband der Evangelischen Kirche im Rheinland, Düsseldorf, 1966–1970.
- Sitzungsberichte der Convente der Reformierten Düsseldorfer Classis von 1673 bis 1700. Presseverband der Evangelischen Kirche im Rheinland, Düsseldorf 1970.
- Sitzungsberichte der Convente der Reformierten Elberfelder Classis von 1676 bis 1700. Presseverband der Evangelischen Kirche im Rheinland, Düsseldorf, 1971.
- Sitzungsberichte der reformierten Synoden des Herzogtums Jülich während der Gegenreformation 1611–1675. Presseverband der Evangelischen Kirche im Rheinland, Düsseldorf 1972.